# Капдро
Капдро (фр. Capdrot) насеље је и општина у југозападној Француској у региону Аквитанија, у департману Дордоња која припада префектури Бержерак.
По подацима из 2011. године у општини је живело 510 становника, а густина насељености је износила 11,67 становника/km². Општина се простире на површини од 43,72 km². Налази се на средњој надморској висини од 150 метара (максималној 288 m, а минималној 143 m).

## Демографија
| 1962. | 1968. | 1975. | 1982. | 1990. | 1999. | 2011. |
| ----- | ----- | ----- | ----- | ----- | ----- | ----- |
| 365   | 435   | 469   | 467   | 502   | 507   | 510   |

График промене броја становника у току последњих година